# Tess (film)
Tess is een Frans-Britse dramafilm uit 1979, gebaseerd op de roman Tess of the d'Urbervilles van Thomas Hardy. De film is geregisseerd door Roman Polanski. Hoofdrollen worden vertolkt door Nastassja Kinski, Peter Firth en Leigh Lawson.
De film was een groot succes en won onder andere drie Academy Awards.

## Verhaal
Het verhaal speelt zich af op het platteland van Dorset, Engeland, tijdens het victoriaanse tijdperk. Op een dag krijgt John Durbeyfield, een eenvoudige boer, van Parson Tringham, een lokale geestelijke en historicus, te horen dat hij mogelijk afstamt van de d'Urbervilles, een adellijk geslacht waarvan de stamboom terug te voeren is naar de tijd van Willem de Veroveraar. Tringham denkt niet dat Durbeyfield hier iets aan heeft, omdat de familie al haar land en rijkdom heeft verloren toen er geen mannelijke erfgenamen meer werden geboren. Durbeyfield is echter overtuigd dat deze ontdekking voor hem de gelegenheid is eindelijk een beter leven te krijgen. Hij besluit zijn dochter Tess naar een familie te sturen die nog de achternaam d'Urberville voert om daar werk te zoeken en uiteindelijk te onthullen wie ze werkelijk is.
Bij het landhuis ontmoet Tess Alec d'Urberville, die vrijwel meteen verliefd op haar wordt en haar het hof probeert te maken. Al snel ontdekt Tess dat Alec en de andere d'Urbervilles geen familie van haar zijn: ze hebben de achternaam en het familiewapen alleen maar gekocht. Wanneer Tess Alecs liefde niet beantwoordt, verkracht hij haar. Tess wordt hierdoor zwanger en bevalt negen maanden later van een zoon. De baby sterft al kort na de geboorte.
Na dit alles gaat Tess naar een zuivelboerderij om als melkmeisje aan het werk te gaan. Hier ontmoet ze haar ware liefde, Angel Clare, een jonge boer uit een gerespecteerde familie. Hij denkt dat Tess nog maagd is, en Tess besluit hem in die waan te laten uit schrik dat hij haar anders zal afwijzen. Pas tijdens hun huwelijksnacht biecht ze op wat er tussen haar en Alec is gebeurd. Zoals Tess al vreesde, wil Angel na deze bekentenis niets meer van haar weten, en is ze opnieuw alleen.
Tess komt Alec weer tegen, die haar wederom probeert in te palmen. Ze wijst hem af, maar nadat haar vader sterft en haar familie hierdoor in zware financiële problemen komt, moet ze noodgedwongen op Alecs aanbod ingaan. Ze wordt zijn minnares om haar familie te kunnen ondersteunen.
Ondertussen is Angel Clare op missionarisreis naar Brazilië geweest. De reis heeft hem lichamelijk zwaar uitgeput en de tijd gegeven eens goed na te denken. Hij heeft spijt gekregen van hoe hij Tess heeft behandeld. Hij spoort haar op, maar durft haar niet te benaderen wanneer hij haar samen met Alec ziet. Tess beseft hoe haar relatie met Alec haar geluk met Angel in de weg staat, en vermoordt Alec.
Tess en Angel besluiten samen te vluchten en brengen samen twee romantische nachten door. Dan wordt Tess echter gearresteerd en tot de strop veroordeeld wegens haar moord op Alec.

## Rolverdeling
| Acteur             | Personage                |
| ------------------ | ------------------------ |
| Nastassja Kinski   | Tess Durbeyfield         |
| Peter Firth        | Angel Clare              |
| Leigh Lawson       | Alec Stokes-d'Urberville |
| John Collin        | John Durbeyfield         |
| Rosemary Martin    | Mrs. Durbeyfield         |
| Carolyn Pickles    | Miriam                   |
| Richard Pearson    | Dominee van Marlott      |
| David Markham      | Eerwaarde Clare          |
| Pascale de Boysson | Mrs. Clare               |
| Suzanna Hamilton   | Izz Huett                |
| Caroline Embling   | Retty                    |
| Tony Church        | Parson Tringham          |
| Lesley Dunlop      | Meisje in kippenhok      |
| Sylvia Coleridge   | Mrs. d'Urberville        |
| Fred Bryant        | Dairyman Crick           |

## Achtergrond
Polański maakte de film vanwege het feit dat zijn vrouw, Sharon Tate, kort voordat ze werd vermoord door de Mansonfamilie, hem een exemplaar van Tess of the d'Urbervilles had gegeven, en hem had gezegd dat hier een mooie film van te maken viel. Ter nagedachtenis aan haar vermelden de begintitels "To Sharon".
Hoewel de film zich afspeelt in Engeland, vonden de opnames plaats in Frankrijk. Polanski was ten tijde van de opnames geregistreerd als voortvluchtige in de Verenigde Staten, waardoor hij mogelijk in Engeland kon worden gearresteerd en uitgeleverd aan de Amerikaanse autoriteiten. Het dorp waar de film zich afspeelt moest in Frankrijk worden nagebouwd. Voor de slotscène moest ook een exacte kopie van Stonehenge worden gemaakt. De totale productie duurde van juli 1978 tot maart 1979.
Op 28 oktober 1978, tijdens de derde week van de opnames, stierf cinematograaf Geoffrey Unsworth aan een hartaanval. De meeste scènes die hij had gefilmd waren buitenopnames, waarin mist een belangrijke rol speelt. Ghislain Cloquet nam het werk van hem over. Beide mannen werden genomineerd voor een Academy Award voor hun werk aan de film.
De muziek van de film werd gecomponeerd door Philippe Sarde. Het lied dat Angel Clare in de film speelt op zijn blokfluit is in werkelijkheid een Pools volkslied: Laura i Filon.
Tess was een groot succes. In de Verenigde Staten bracht de film $20.093.330 op en in Engeland £3.400.000. Op Rotten Tomatoes geeft 81% van de recensenten de film een goede beoordeling.

## Prijzen en nominaties
| jaar | prijs                     | categorie                           | genomineerde(n)                    | uitslag     |
| ---- | ------------------------- | ----------------------------------- | ---------------------------------- | ----------- |
| 1980 | César                     | Beste cinematografie                | Ghislain Cloquet                   | gewonnen    |
| 1980 | César                     | Beste film                          | Roman Polanski                     | gewonnen    |
| 1980 | César                     | Beste regisseur                     | Roman Polanski                     | gewonnen    |
| 1980 | César                     | Beste actrice                       | Nastassja Kinski                   | genomineerd |
| 1980 | César                     | Beste filmmuziek                    | Philippe Sarde                     | genomineerd |
| 1980 | César                     | Beste productieontwerp              | Pierre Guffroy                     | genomineerd |
| 1980 | LAFCA Award               | Beste cinematografie                | Ghislain Cloquet Geoffrey Unsworth | gewonnen    |
| 1980 | LAFCA Award               | Beste regisseur                     | Roman Polanski                     | gewonnen    |
| 1980 | NYFCC Award               | Beste cinematografie                | Ghislain Cloquet Geoffrey Unsworth | gewonnen    |
| 1981 | Academy Award             | Best Art Direction-Set Decoration   | Pierre Guffroy, Jack Stephens      | gewonnen    |
| 1981 | Academy Award             | Beste cinematografie                | Ghislain Cloquet Geoffrey Unsworth | gewonnen    |
| 1981 | Academy Award             | Beste kostuumontwerp                | Anthony Powell                     | gewonnen    |
| 1981 | Academy Award             | Beste regisseur                     | Roman Polanski                     | genomineerd |
| 1981 | Academy Award             | Beste muziek                        | Philippe Sarde                     | genomineerd |
| 1981 | Academy Award             | Beste film                          | Claude Berri, Timothy Burrill      | genomineerd |
| 1981 | Japanse Academy Award     | Beste buitenlandse film             | -                                  | genomineerd |
| 1981 | BSFC Award                | Beste regisseur                     | Roman Polanski                     | gewonnen    |
| 1981 | Best Cinematography Award | -                                   | Ghislain Cloquet Geoffrey Unsworth | genomineerd |
| 1981 | Golden Globe              | Beste buitenlandse film             | -                                  | gewonnen    |
| 1981 | Golden Globe              | Nieuwkomer van het jaar in een film | Nastassja Kinski                   | gewonnen    |
| 1981 | Golden Globe              | Beste regisseur – film              | Roman Polanski                     | genomineerd |
| 1981 | Golden Globe              | Beste filmactrice – drama           | Nastassja Kinski                   | genomineerd |
| 1982 | BAFTA Film Award          | Beste cinematografie                | Ghislain Cloquet Geoffrey Unsworth | gewonnen    |
| 1982 | BAFTA Film Award          | Beste kostuumontwerp                | Anthony Powell                     | genomineerd |
| 1982 | BAFTA Film Award          | Beste productieontwerp              | Pierre Guffroy                     | genomineerd |